# Morti nel 38
| Questa pagina contiene informazioni ricavate automaticamente dalle voci biografiche con l'ausilio del template Bio e di un bot. L'aggiornamento è periodico e automatico e ricostruisce completamente la pagina. Se manca una persona in questa lista, sei pregato di non aggiungerla, ma accertati piuttosto che la sua voce biografica contenga il template Bio e che i dati anagrafici siano correttamente compilati. Se il template Bio manca, inseriscilo tu stesso o, in alternativa, metti l'avviso {{tmp\|Bio}} che ne segnala la mancanza. Se i dati riportati sono sbagliati, correggi direttamente la voce biografica; le modifiche saranno visibili in questa lista entro pochi giorni. Per chiarimenti vedi il progetto biografie. La lista contiene solo le 10 persone che sono citate nell'enciclopedia e per le quali è stato implementato correttamente il template Bio. Pagina aggiornata al 27 gen 2025. |

- 10 giugno - Drusilla, nobildonna romana (n. 16)
- Archelao di Cilicia, sovrano
- Aulo Avilio Flacco, politico romano
- Ennia Trasilla, nobildonna romana
- Gaio Pomponio Grecino, magistrato e militare romano
- Marco Porcio Catone, magistrato e senatore romano
- Pitodorida del Ponto, regina romana
- Quinto Nevio Cordo Sutorio Macrone, militare e politico romano (n. 21 a.C.)
- Tiberio Gemello, nobile romano (n. 19)
- Tiberio Giulio Aspurgo, militare e sovrano